# Ibdarsen
Los Ibdarsen, Ibdalsen o tribu Metalsa (en árabe: قبيلة مطالسة‎) son una de las tribus rifeñas más grandes de la región del Rif en el norte de Marruecos. Los ibdalsen se encuentran principalmente en la ciudad de Driuch y en los pueblos de Aín Zora y Mezguitem. Su área tribal se llama Metalsa. 
Los ibdalsen hablan el dialecto tarifit oriental, que pertenece al tarifit (grupo lingüístico zenati). El área tribal cubre un área de aproximadamente 90 km de largo y 30 kilómetros de ancho.

## Etimología
El nombre Ibdalsen es el nombre de los habitantes indígenas de la zona de Betalsa (plural: Ibtalsen, singular: Abtals), que poco a poco pasó a llamarse Metalsa. La zona tribal de Metalsa se llamaba tradicionalmente Betalsa, que a través de la interacción en la pronunciación de la primera letra poco a poco empezó a pronunciarse con la letra 'M' en lugar de la 'B'. Betalsa poco a poco se fue pronunciando como Metalsa. Este fenómeno en el lenguaje está ligado al betacismo.
Ibn Jaldún exploró el Magreb a través de sus viajes. Visitó, entre otras cosas, la región del Rif y describió las tribus que encontró allí, incluida la tribu Betalsa en el siglo XIV. Además, el famoso León Africano (Hassan ibn Mohammed al-Wazzan al-Fasi, nacido en 1494 d. C.) visitó el norte de Marruecos en el siglo XVI y, al igual que Ibn Jaldún, describió una tribu en el área de la actual Metalsa como Betalsa.  Recién a finales del siglo XIX el orientalista y misionero francés Auguste Mouliéras visitó Marruecos y también viajó por la región donde identificó a esta tribu como metalsa ('l'Metalsa', en árabe: 'el Metalsa').  Entre los siglos XVI y XIX el cambio de Betalsa a Metalsa se produjo de forma paulatina.
Desde una perspectiva lingüística (tamazight) se habla de Ibtalsen para indicar a los habitantes de Betalsa. Hoy en día se llama Metalsa, pero el término para designar a los habitantes de esta zona se ha mantenido históricamente igual, es decir, Ibdarsen (Ibtalsen) y no Imtalsen como debería ser lingüísticamente, por lo que la referencia 'Ibdarsen' es una pronunciación sin cambios y un vestigio de la designación que hace referencia al nombre histórico original de Betalsa.

## Historia
Los ibdarsen pertenecen a la población bereber (amazigh) de la región oriental del Rif. Las fuentes históricas primarias registran que esta área tribal fue históricamente conocida como Betalsa. Ibn Jaldún describió a las tribus Betalsa como bereberes Zenata .  Según Ibn Jaldún, los Betalsa son 'hermanos' de la tribu Meknesa (fundadores de la ciudad de Meknes). Ibn Jaldún menciona dos árboles genealógicos en su Tarikh y ambos se remontan al rey de los bereberes zenata llamado Madghis. 
1. Betalsa (Metalsa) > Zenata > Yahya > Dariy > Zahik > Madghis > Barbar [4]
2. Betalsa (Metalsa) > Zenata > Djena > Yahya > Soelat > Warmak > Dariy > Zahik > Madghis [4]

El autor e historiador Sofyan al Kandoussi, en el libro La Historia de Marruecos y el Norte de África, hace un comentario crítico sobre estos dos árboles genealógicos su libro, al observar lo siguiente: también es importante mencionar con estos tipos de árboles genealógicos que no deben tomarse literalmente como padre e hijo directos. No sabemos cuántas generaciones hay entre dos nombres y lo que se quiere decir con eso es que son antepasados. 

#### Bereberes zenata

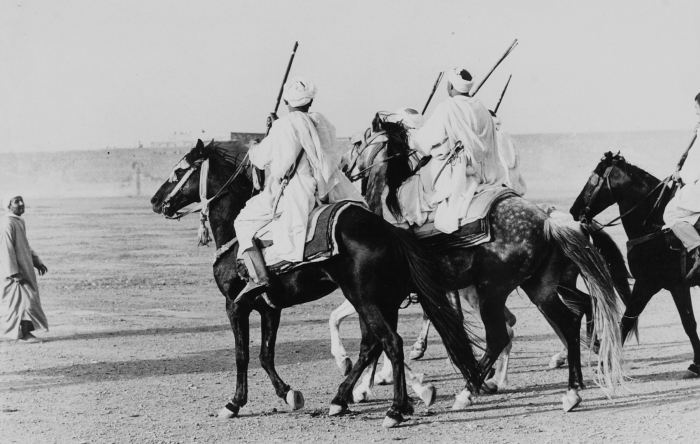
Jinetes bereberes (1969)

Para comprender mejor la historia y la cultura de los Ibdarsen, conviene examinar la historia y la cultura de los bereberes zenata. Los zenata son uno de los grupos tribales bereberes más grandes de los que Ibn Jaldún dijo que el Magreb Medio ( Magreb al-Wasta ) debería contarse como su zona de origen. El hábitat original de las tribus zenata se extiende desde el este de Marruecos hasta Libia. Ibn Jaldún afirma también que los bereberes zenata viven en el Magreb desde hace miles de años y son una de las tribus más antiguas. Las dinastías zenata conocidas que gobernaron en Marruecos y el Magreb incluyeron:  
- Los magrava (980-1080 d. C.)
- Los Banu Khazrun (1001-1147 d. C.)
- Los almohades (1141-1269 d. C.)
- Los merínidas (1269-1472 d. C.)
- Los wattásidas (1472-1559 d. C.)
- Los ziyánidas (1235-1554 d. C.)

Los zenata eran conocidos como los mejores jinetes de su época. Según la Real Academia Española, la palabra "jinete" proviene de la palabra "Zenata" porque eran famosos por su excelencia en la equitación. Además, los zenata también eran conocidos por la cría de caballos. El historiador medieval Ibn Idari también menciona que los zenata eran conocidos como jinetes.  A día de hoy, todavía existen tribus zenata como los Ibdalsen de la zona tribal de Metalsa y los Ait Bouyahyi en la región del Rif, que eran conocidos por sus excepcionales habilidades como jinetes y por sus caballos. Estas tribus fueron conocidas en la guerra del Rif en la década de 1920 por sus jinetes que lucharon contra los españoles. David S. Woolman menciona en su libro Rebeldes en el Rif que las tribus Metalsa y Ait Bouyahyi eran las únicas que tenían caballos. Esta tradición fue heredada de sus antepasados zenata y se ha conservado durante miles de años.  Lo más probable es que los bereberes zenata sean una extensión de los antiguos númidas, que también fueron caracterizados por el historiador romano Tito Livio como, "con diferencia, los mejores jinetes de África." 

#### La dinastía almohade y Metalsa
La mención más antigua de la historia de la tribu Metalsa se remonta al siglo XII y fue registrada por Ibn Jaldún. En su Tarikh, Ibn Jaldún menciona la contribución de la tribu Metalsa (Betalsa) en la conquista de Marrakech y Marruecos por Ibn Túmart, el fundador de la dinastía almohade que con el tiempo se convirtió en gobernantes de todo el Magreb, el norte de África y la península ibérica. Abdul Mu'min era un bereber zenata de la zona de Tremecén que entonces era zona marroquí y fue alumno de Ibn Túmart. En 1142 d. C., Abdul Mu'min se dirigió al norte desde las montañas del Atlas para unirse a las tribus bereberes Zenata. Ibn Jaldún informa lo siguiente: "En 537 d. H. (1142/1143 d. C.) él (Abdul Mu'min) se levantó para abrir el Magreb y Ghomara se rindió a él. Luego partió de allí al Rif, luego a Boutouya, luego a Betalsa (Metalsa) y luego a Beni Znassen. Luego fue a Mediouna, luego a Koumiya y sus vecinos los Walhasa. Ellos (estas tribus) se unieron a él y aumentaron y aumentaron sus números, quienes luego quedaron bajo su liderazgo...".  Este gran ejército unido (incluyendo la tribu Metalsa) inició el asedio de Marrakech y capturó esta capital de los almorávides en 1146 d. C. (541 d.H.). Este incidente histórico es, hasta donde sabemos, el registro más antiguo de la tribu Metalsa (Betalsa) que, según Ibn Khaldun, se unió a Abdul Mu'min, el primer califa de la dinastía almohade, participando en el asedio de Marrakech y la conquista de Marruecos.

#### Metalsa a lo largo de la historia

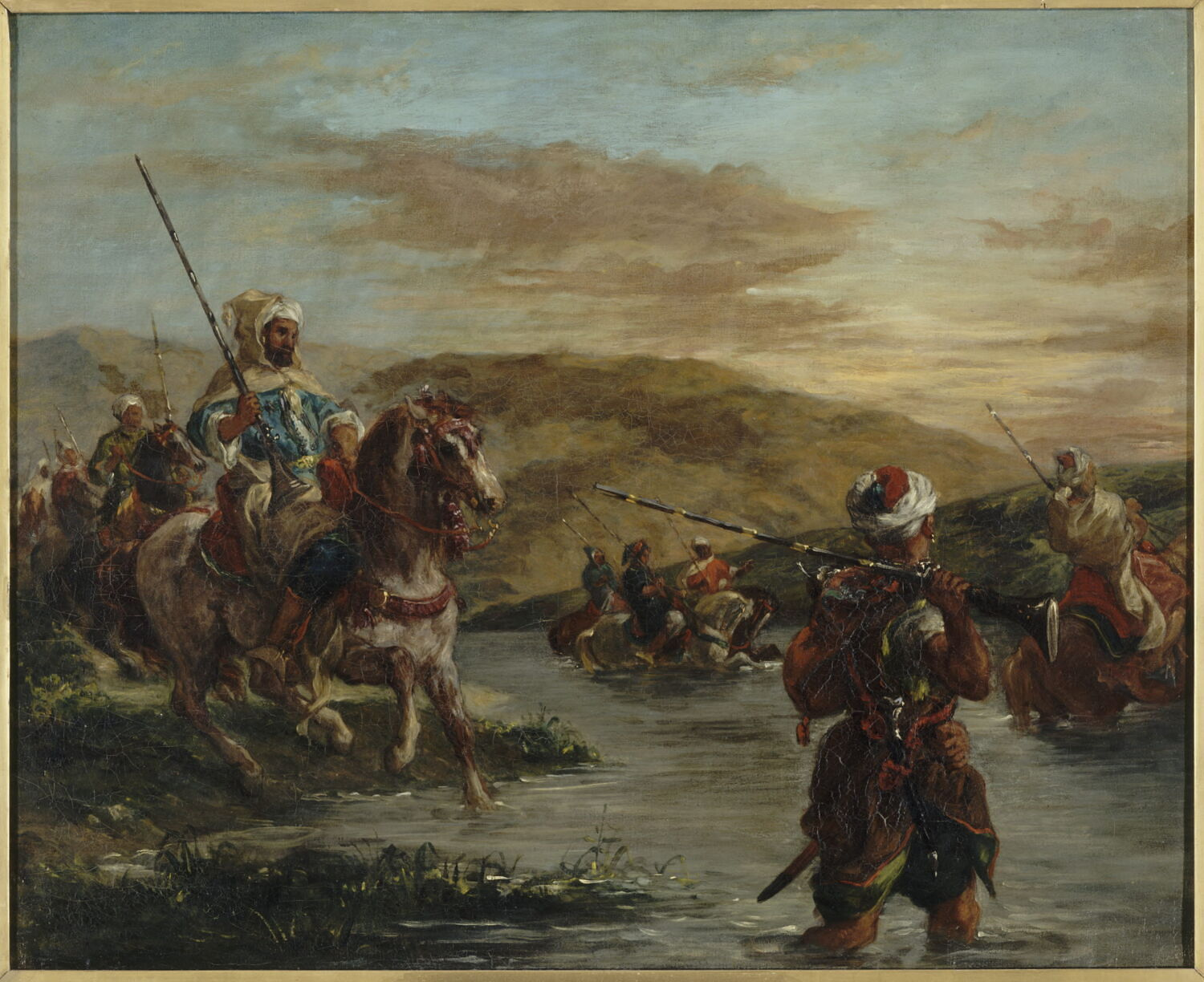
Jinetes bereberes cruzando el río – Cuadro de Delacroix (1858)

En el siglo XVI.,  León el  Africano describió a los bereberes Metalsa (Betalsa) como los habitantes del desierto de Kert y los nombra en el siguiente pasaje:... Durante el verano muchos árabes fijan su residencia cerca del río Melwiya (Muluya), pero también lo hace otro pueblo feroz y fogoso llamado Betalsa, que posee una gran cantidad de caballos, camellos y otros animales. Están en constante conflicto con los árabes que tienen frontera con ellos. . 
A finales del siglo XIX. viajó por Marruecos el orientalista y misionero francés Auguste Moliéras. También viajó por la zona del Rif y se encontró con los bereberes de Metalsa. Los describió de la siguiente manera: "Jinetes intrépidos, los Metalsi (en árabe: Metalsi, en rifeño: Abdars; singular de Ibdarsen) nunca se separa de su caballo como nunca se separa de su arma, comprada a ingleses y españoles a través de contrabandistas en la costa del Arrecife. (Está) envuelto en su Bornoes (Selhem; manto magrebí con capucha triangular) y sería un error confundirlo con un árabe si no fuera por sus fuertes rasgos bereberes, como sus sandalias, su cabeza calva y (otros) típicos características bereberes." 
Auguste describe además que los ibdarsen practicaban la agricultura y viajaban como beduinos con su ganado. Las mujeres solían fabricar sandalias, cestas, esteras y alfombras en sus tiendas. También describió los mercados como bien abastecidos y con un intenso comercio "de ovejas, lana, sandalias, alfombras, tiendas de campaña, té inglés, azúcar, pólvora, balas, armas, caballos, mantequilla y miel."  Según su estimación, Metalsa era militarmente una zona de 20.000 jinetes armados, con excelentes caballos y armados con fusiles europeos. También menciona que Metalsa tenía una población de 100.000 personas (a finales del siglo XIX.).

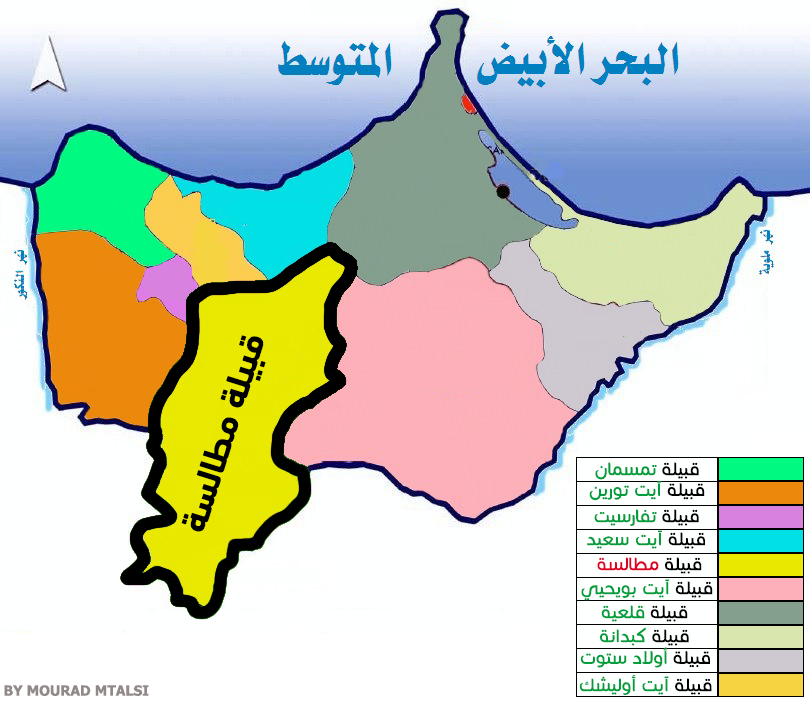
Un mapa que indica las tribus al este del Rif. Los Ibdarsen se muestran en amarillo.

Auguste también describió exactamente lo mismo que Leo Africanus después de casi 400 años e indicó que los bereberes de Metalsa robaron a los beduinos árabes del desierto de Dhahra. Describió en sus relatos un incidente de incursión: Una tarde, Mohamed, hijo de Tayyeb, estaba en su tienda de invitados en medio de un gran Douar (área de un grupo de tribus y aldeas > Asun/Isunen). Vio una caravana de 400 a 500 camellos pasando en el horizonte al borde del Dhahra (desierto). Inmediatamente, 300 jinetes de Metalsa montaron a caballo y atacaron la caravana. Dos horas después regresaron todos con 500 camellos cargados con lana y dátiles como botín, incluidos 50 jinetes desarmados capturados de los Beni Gil (tribu árabe). Durante esta batalla murieron dos Ibdarsen y dos Beni-Gil (árabes). El botín se dividió en cinco partes (cada tribu participante recibió una parte). Al día siguiente, varios vecinos bereberes y amigos de los Metalsa acudieron a predicar la reconciliación. Los Ibdalses aceptaron liberar a los prisioneros, pero no quisieron oír hablar de la devolución del botín que habían ganado. Se trataba simplemente de represalias por una caravana robada a los Ibdarsen por los Beni Gil unos años antes. Los prisioneros se marcharon felices de haber sido rescatados. 
Hasta la ocupación española del norte de Marruecos, todavía había casos de un grupo tribal de los ibdalsen del este de Metalsa que cometía incursiones contra beduinos árabes en el río Muluya (Melwiya) desde Dhahra, que luego utilizaban caballos, camellos y otros animales como botín. Sólo hubo presencia de agentes de seguridad tras la ocupación española y francesa.

#### El líder de la resistencia, Emir Abdelkader al-Djazairi, en Metalsa.

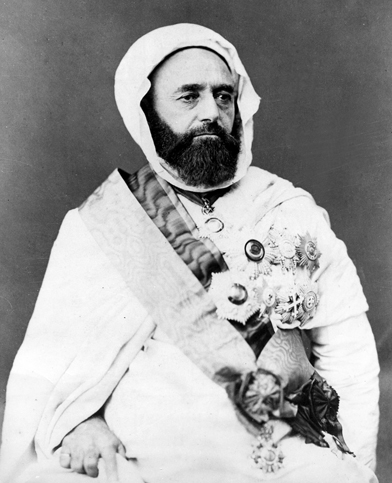
Emir Abdelkader El Djezaïri

En el siglo XIX, se desató una batalla entre los soldados franceses que invadieron Argelia en 1830 y colonizaron partes del país contra la población musulmana. Se declaró una yihad para defender el país contra los invasores franceses, tras la cual los combatientes de la resistencia (muyahidines) se unieron bajo un líder llamado Abdelkader al-Djazairi. Después de una serie de victorias, creó su propio estado, que fue reconocido por Francia en 1834 y luego oficialmente tuvo bajo su administración toda la provincia de Orán (Wahran). Muchas tribus marroquíes del noreste de Marruecos se unieron a su lucha porque la población consideraba la Jihad una virtud religiosa. En 1842, su gobierno en el oeste de Argelia llegó a su fin cuando Tlemcen fue ocupada por el general francés Mariscal Bugeaud. Esto provocó que el emir Abdelader huyera a Marruecos, donde buscó seguridad del sultán de Marruecos Moulay Abd ar-Rahmán ibn Hisham. El sultán de Marruecos apoyó la lucha del emir Abdelkader contra Francia, porque la invasión de Francia se consideraba una amenaza para Marruecos. Cuando el Emir Abdelader trasladó su cuartel general a Marruecos (después de ser expulsado de Argelia), organizó y dirigió varias operaciones militares contra los colonos franceses de Marruecos. Esto provocó conflictos en las zonas fronterizas de Marruecos y los territorios argelinos ocupados por los franceses. En 1844, las tropas francesas entraron en territorio marroquí mientras perseguían a los soldados del emir Abdelkader. Entre este grupo de partidarios del emir Abdelkader también estaban presentes combatientes marroquíes. Esto aseguró que las tropas francesas entraran oficialmente en territorio marroquí, tras lo cual el llamamiento a la yihad contra los colonos franceses en Argelia se convirtió en una realidad en Marruecos.
En 1844 esto alcanzó su clímax y Moulay Abd al-Rahman envió un ejército de 25.000 soldados a Argelia contra las fuerzas de ocupación francesas, donde habían perdido la batalla de Isly contra las tropas francesas (cerca de Ujda). Esto hizo que el Sultán de Marruecos firmara el Tratado de Tánger en 1844 y el Tratado de Lalla Maghnia, formando la actual frontera norte entre Marruecos y Argelia. Otra condición de los franceses fue que el sultán de Marruecos retirara su apoyo al emir Abdelkader y que el emir Abdelkader ya no fuera bienvenido en los territorios del sultán de Marruecos. Alrededor de 1845 a 1846, el Emir Abdelkader abandonó las orillas del río Muluya y trasladó su cuartel general a la zona tribal de Metalsa y plantando sus tiendas en Ain Zohra, donde permaneció durante más de un año.   En la zona tribal bereber de Metalsa estaba a salvo porque era una zona libre y fuera del control del sultán de Marruecos. Aquí estuvo protegido por los ibdalsen y muchos hombres de diferentes tribus de Metalsa se unieron a él en su lucha contra los colonos franceses en Argelia.  Desde Ain Zohra atacaba periódicamente a las tropas francesas en Argelia y era el lugar donde podía abastecer a su ejército. Aquí también ejerció su influencia religiosa para unir a varias tribus a su causa. En 1847 partió hacia Bni Znassen desde donde llevó a cabo sus ataques finales contra las fuerzas de ocupación francesas de su país, resultando en su rendición definitiva el 21 de diciembre de 1847.

#### ElsigloXXy las migraciones laborales
Hasta las décadas de 1960 y 1970, los ibdalsen de Metalsa solían vivir un estilo de vida seminómada. Todas las tribus dentro de Metalsa tenían sus propios territorios donde practicaban la agricultura, pero al mismo tiempo poseían a menudo ganado con el que se movían como nómadas. Su estilo de vida se caracteriza por ser beduino, donde vivían en grandes tiendas de campaña, a menudo en posesión de caballos, camellos, burros, ovejas, vacas y otros animales. Durante miles de años adoptaron este estilo de vida y manera de vivir hasta que surgió el fenómeno de los trabajadores que inmigraban a Europa a trabajar. La mayoría de los ibdalsen que se convirtieron en trabajadores migrantes se establecieron en los Países Bajos, donde todavía se pueden encontrar grandes poblaciones de ibdalsen en ciudades como Utrecht, Róterdam y Ámsterdam.

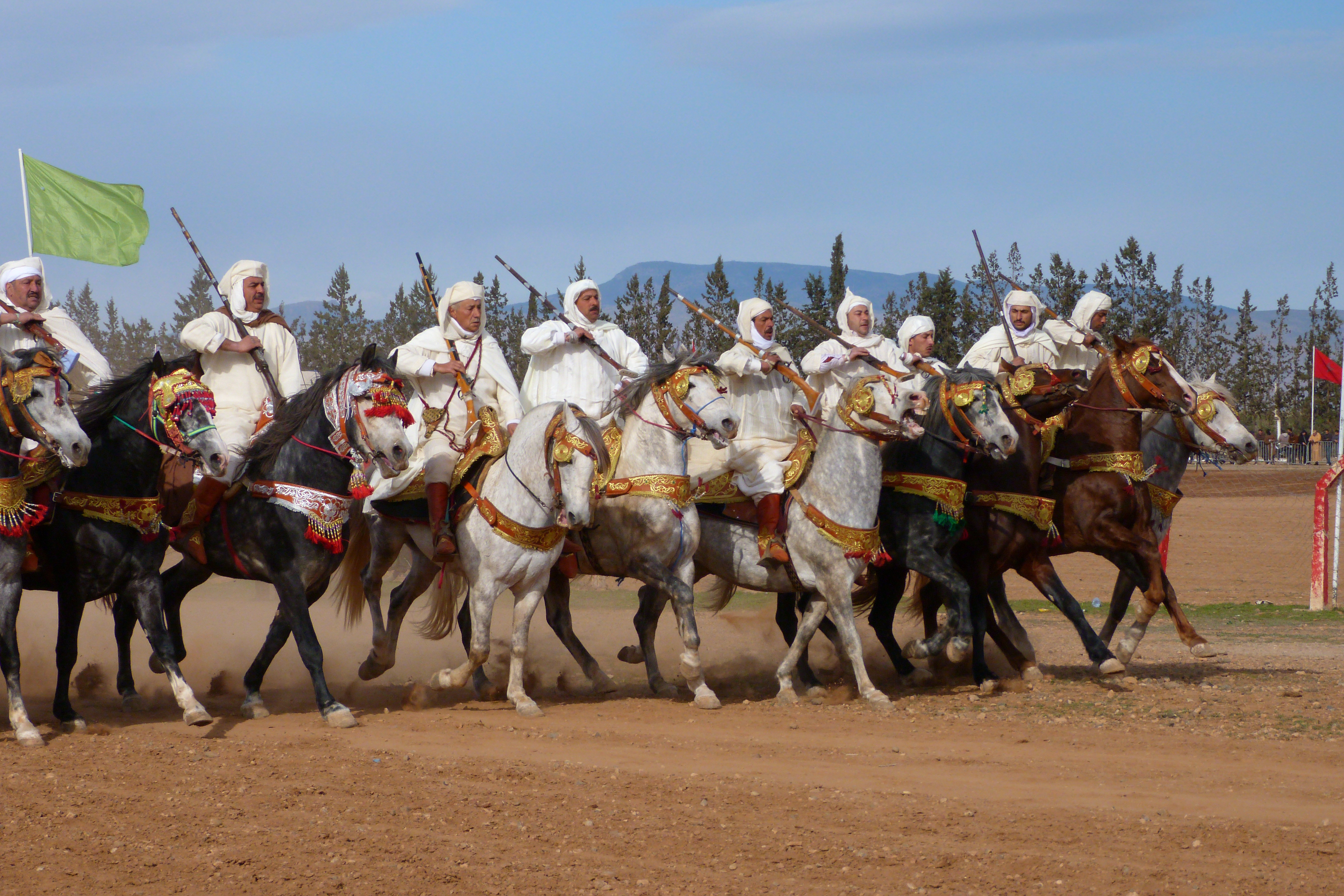
Tribus bereberes - Tbourid

La zona tribal de los Metalsa es la tribu más grande de la zona del Rif en términos de superficie después de sus vecinos orientales (los Bni Buyahyi). El hecho de que los ibdalsen siempre hayan sido nómadas caracteriza su comportamiento, eran conocidos por su audacia, valentía, dureza y franqueza, que surgían de la dura existencia nómada. En las décadas de 1960 y 1970, la mayoría de los ibdalsen abandonaron gradualmente su existencia beduina y comenzaron a construir casas y a centrarse en la agricultura, utilizando principalmente olivos (algunos de más de cien años) para cultivar aceitunas. El aceite de oliva se produce a través de almazaras, que el Ministerio de Agricultura de Marruecos caracteriza como aceite de oliva de alta calidad debido a un buen clima y suelo para el crecimiento de los olivos.  

## Geografía y fauna

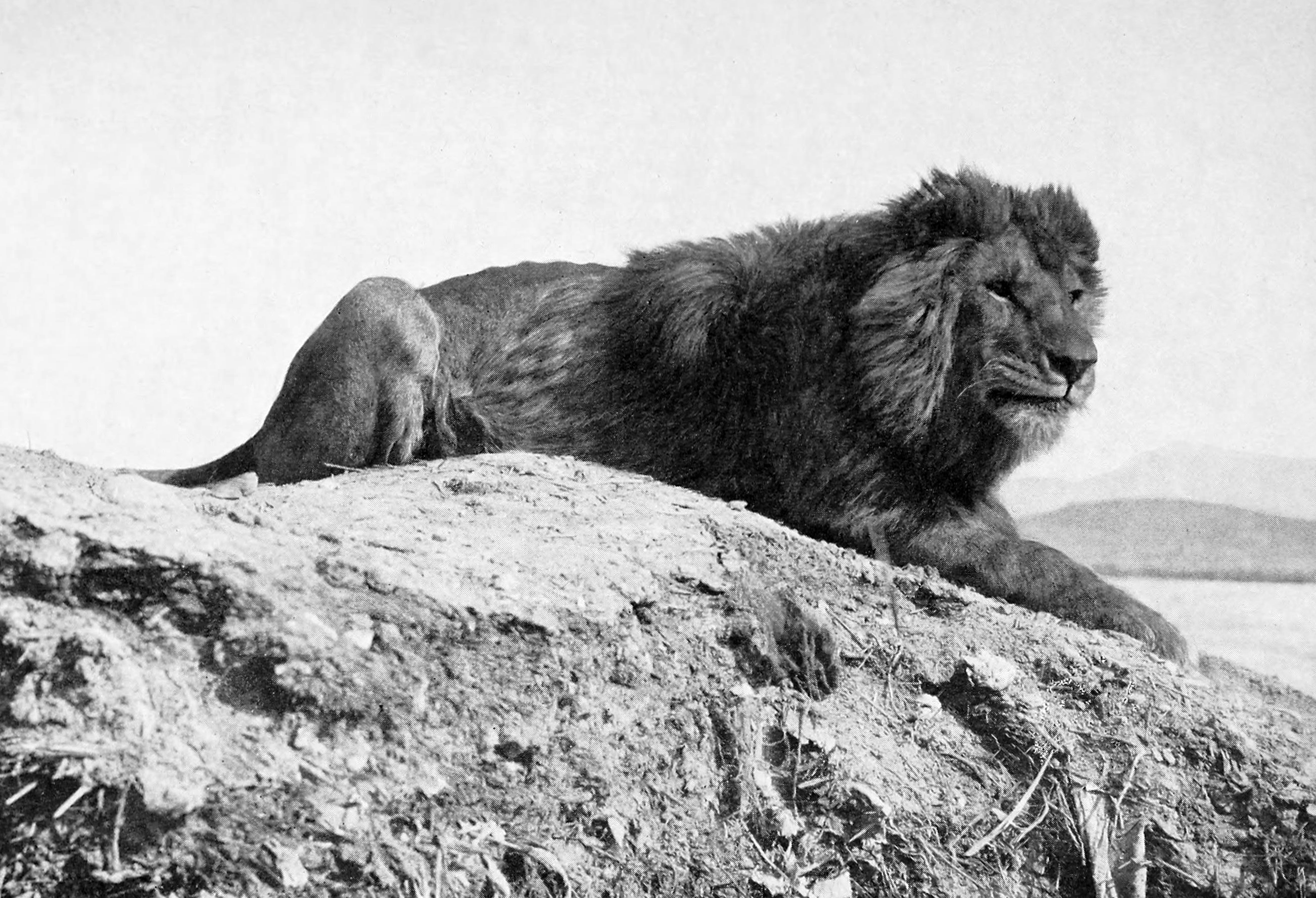
León bereber

La tribu de los ibdalsen cubre una gran área en el este del Rif, geográficamente la segunda área tribal más grande. El río más famoso de Metalsa es el Oued Kert. La zona se compone principalmente de valles, llanuras y montañas. La ciudad de Driuch es la capital de la provincia de Driuch y la ciudad más grande de Metalsa.

#### Fauna
En la zona de Metalsa vivían muchos animales que luego desaparecieron de la naturaleza, tales como avestruces norteafricanos, hienas y leones bereberes. Los animales que todavía se encuentran comúnmente en la naturaleza son zorros, serpientes, jabalíes, ranas, erizos, chacales, liebres, cabras, escorpiones, murciélagos y varias especies de aves silvestres, como halcones, búhos, águilas y cigüeñas.

## Ciudades y pueblos
- Kandousi
- Driuch
- Tleta 'n Boubkar
- Es-Sebt 'n Ain Amar
- Ain Zohra
- Ain Amar
- Mezguitem
- Ouled/Aith Brahim
- Boufarkouch